# Gerrit van den Vliet
Gerrit van den Vliet (geboren als Gerrit van Woerden) (overleden in 1314) was een Nederlandse edele en landeigenaar.
Hij was een zoon van Herman V van Woerden en Badeloch Clementa van Amstel-Woerden. Hij was tevens een broer van Herman VI van Woerden, leenman van de bisschop van Utrecht en een van de 'moordenaars' van graaf Floris V in 1296. Hij werd er enige tijd van verdacht betrokken te zijn geweest bij de moord op Floris, maar werd vrijgesproken en werd beleend met de heerlijkheid ter Vliet.
Van den Vliet was gehuwd met Ada van den Binckhorst. In zijn opdracht werd in de tweede helft van de 13e eeuw het kasteel te Vliet te Oudewater gesticht. Op 1 november 1313 gaf hij samen met Gijsbert, heer van IJsselstein, ridders, aan de buren van Polsbroek een watergang.